# Triatlón en los Juegos Panafricanos de 2011
El triatlón en los Juegos Panafricanos de 2011 se realizó en Maputo (Mozambique) el 4 de septiembre. En total fueron disputadas en este deporte dos pruebas diferentes, una masculina y una femenina.

## Resultados
| Evento    | Oro                        | Plata                  | Bronce                     |
| --------- | -------------------------- | ---------------------- | -------------------------- |
| Masculino | Erhard Wolfaardt Sudáfrica | Abrahm Louw Namibia    | Wian Sullwald Sudáfrica    |
| Femenino  | Carlyn Fischer Sudáfrica   | Andrea Steyn Sudáfrica | Fabienne St Louis Mauricio |

## Medallero
| Núm. | País      | Oro | Plata | Bronce | Total |
| ---- | --------- | --- | ----- | ------ | ----- |
| 1    | Sudáfrica | 2   | 1     | 1      | 4     |
| 2    | Namibia   | 0   | 1     | 0      | 1     |
| 3    | Mauricio  | 0   | 0     | 1      | 1     |
|      | TOTAL     | 2   | 2     | 2      | 6     |